# Blohmhügel
Der Blohmhügel ist ein 300 m hoher Hügel an der Oates-Küste des ostantarktischen Viktorialands. Er ragt in den Kavrayskiy Hills an der Westflanke des Rennick-Gletschers auf.
Wissenschaftler der deutschen Expedition GANOVEX III (1982–1983) nahmen seine Benennung vor. Namensgeber ist der deutsche Geophysiker Ebe-Carsten Blohm, Teilnehmer an der Expedition GANOVEX II (1981–1982).